# Малые гидрографические суда проекта 16611
Малые гидрографические суда проекта 16611 «Фарватер» — серия российских судов специальной постройки для нужд гидрографической службы ВМФ РФ. Первоначально классифицировались как большие гидрографические катера, позже переклассифицированы в малые гидрографические суда.
Относятся к  кораблям 4-го ранга.
Район плавания судов проекта — водные районы, отнесенные Регистром к 1-му ограниченному району плавания.

## Проект
Проект разработан в Рыбинске в КБ завода № 341 (СКБ-341), с 2001 года КБ вошло в состав АО «Концерн средне- и малотоннажного кораблестроения». Проект корпуса разрабатывался на основе конструкции корпусов противопожарных катеров проекта 14613, и по своему исполнению аналогичен их корпусу.

## Задачи
В задачи судов проекта входят:
- съёмка рельефа дна в прибрежных районах морей;
- площадное обследование рельефа дна с шириной охвата 40 метров;
- промер с инструментальной оценкой;
- гидрографическое траление;
- гидрографические измерения;
- обслуживание средств навигационного оборудования и гидрографических партий.

## Тактико-технические характеристики
- Водоизмещение полное: 384,7 тонн
- Длина: 39,8 метра
- Ширина: 9,8 метра; 42,28 метра (расчетная с забортным устройством в рабочем положении)
- Осадка: 2,2 метра
- Скорость полного хода: 11,5 узла
- Дальность плавания: 1600 миль
- Автономность: 10 суток (по запасам провизии и пресной воды)
- Экипаж: 15 человек

### ГЭУ
ГЭУ состоит из двух дизель-редукторных агрегатов ДРА-525, мощностью по 400 л.с. с передачей мощности по валопроводам на два винта регулируемого шага и одно подруливающее носовое устройство. Также в линии валопроводов включены приводы малого хода ПМХ2, способные обеспечить малый ход для производства промерных работ. Для выработки электроэнергии служит один дизель-генератор мощностью 300 кВт. На ГС-599 в качестве составляющих ГЭУ использованы два дизеля Deutz BF8M 1015MC мощностью по 568 л.с.

### Гидрографическое оборудование
- Широкополосный эхотрал — применяется для измерения глубины по способу траления участков морского дна
- «Съемка» — многоканальный эхолот
- «Мускат-2» — малогабаритный гидроакустический комплекс площадной съемки рельефа дна в прибрежной зоне
- «Приз» — промерный эхолот
- «Крабик-БМ» — приемоиндикатор

## История строительства
Все суда серии строились в Рыбинске на судостроительном заводе «Вымпел».

## Представители проекта
| Название | Зав.№ | Дата закладки | Спуск на воду | Ввод в строй | Состояние                |
| -------- | ----- | ------------- | ------------- | ------------ | ------------------------ |
| ГС-438   |       | н.д.          | —             | —            | Строительство прекращено |
| ГС-439   | 01815 |               | 19.10.1992    | 1993         | В строю, БФ              |
| ГС-440   | 01816 | 1991          |               | 1994         | В строю, СФ              |
| ГС-599   | 01817 | 1992          | 26.07.2005    | 2005         | В строю, КФл             |